# María Teresa Fernández-Cuesta
Maria Teresa Fernández-Cuesta (Madrid, 17 de marzo de 1972) es una periodista y corresponsal española de Informativos Telecinco.

## Biografía
María Teresa Fernández-Cuesta, más conocida como Teresa Fernández-Cuesta, estudió en el colegio Santa María del Camino su formación básica, hasta que decidió estudiar periodismo en la Universidad San Pablo CEU. Pero no dejó sus estudios al licenciarse como periodista, con el paso de los años, decide estudiar un postgrado de Dirección de Asuntos Públicos impartido por Masconsulting en la Universidad Pontificia de Comillas.
Inicia su trabajo como periodista en Informativos Telecinco en el año 1999 y en la actualidad es la Redactora de Política Nacional. Además de esto, es la corresponsal de Informativos Telecinco que sigue al presidente del gobierno, Mariano Rajoy.
En el 2011 le diagnosticaron un cáncer de pecho y decidió contar su historia a través de la creación de su propio blog, "Día a día con el cáncer". 
En 2012 empieza a escribir otro blog, esta vez será de la mano Informativos Telecinco llamado “Tras el presidente”, en el que relata el día a día de Mariano Rajoy por el mundo.
En 2014 la Asociación de Profesionales de Radio y Televisión de Madrid le otorgó la Antena de Plata 2014 en la categoría de televisión por su trabajo en Informativos Telecinco.

## Premios
- Premio Antena de Plata por la categoría de Televisión en 2014.